# وست چتام (ماساچوست)
وست چتام (به انگلیسی: West Chatham) یک منطقهٔ مسکونی در ایالات متحده آمریکا است که در شهرستان برنستبل، ماساچوست واقع شده‌است. وست چتام ۸٫۵ کیلومتر مربع مساحت و ۱٬۴۱۰ نفر جمعیت دارد و ۱۵ متر بالاتر از سطح دریا واقع شده‌است.